# Janusz Gaudyn
Janusz Gaudyn (ur. 25 lutego 1935 w Ochojcu, zm. 22 czerwca 1984 w Trzyńcu) – polski lekarz, pisarz, działacz organizacji polonijnych na Zaolziu. 

## Biografia
Ukończył 1950 polską szkołę podstawową i 1953 polskie gimnazjum w Orłowej, studiował medycynę 1953–1959 na Uniwersytecie w Ołomuńcu. Został lekarzem w szpitalu w Czeskim Cieszynie, potem w Trzyńcu. 
Obok pracy lekarza zajmował się literaturą. Pisał fraszki, aforyzmy. Był działaczem społecznym polskiej mniejszości na Zaolziu, współzałożycielem sekcji literacko-artystycznej Polskiego Związku Kulturalno-Oświatowego. W latach osiemdziesiątych był przewodniczącym Grupy Literackiej 63 w Trzyńcu. Był też długoletnim członkiem Rady Głównej Polskiego Związku Kulturalno-Oświatowego. Był członkiem Unii Polskich Pisarzy Medyków.

## Dzieła (wybór)
- Fraszki i fraszeczki (1967)
- Zdania (1969)
- Duet (1969) (z Gabrielem Palowskim)
- List (1980)
- My (1980)
- Z tej ziemi: 129 fraszek o miłości  (1983)